# Fassmer FPB 27
Fassmer FPB 27 ist die Werftbezeichnung einer Baureihe von Polizeibooten der Fassmer-Werft in Berne / Motzen, von der insgesamt drei Schiffe für die Wasserschutzpolizei in Schleswig-Holstein gebaut wurden.

## Geschichte
Die Schiffe wurden auf der Fassmer-Werft gebaut und in den Jahren 2008, 2009 und 2010 in Dienst gestellt.

## Einsatz
Die Boote sind in Kiel, Kappeln und Heiligenhafen stationiert. Sie werden von den Wasserschutzpolizeirevieren Kiel und Lübeck auf der Ostsee im Hoheitsgewässer der Bundesrepublik Deutschland vor der Küste Schleswig-Holsteins für schifffahrtspolizeiliche Aufgaben, die Fischereiaufsicht und im Bereich des Umweltschutzes eingesetzt. Bei Unglücksfällen auf See können sie als Einsatz- und Koordinierungsplattform genutzt werden. Die Boote stehen auch der Küstenwache des Bundes zur Verfügung.
Die Reichweite der Schiffe beträgt bei einer Geschwindigkeit von 15 Knoten 555 Seemeilen.

## Technische Daten und Ausstattung

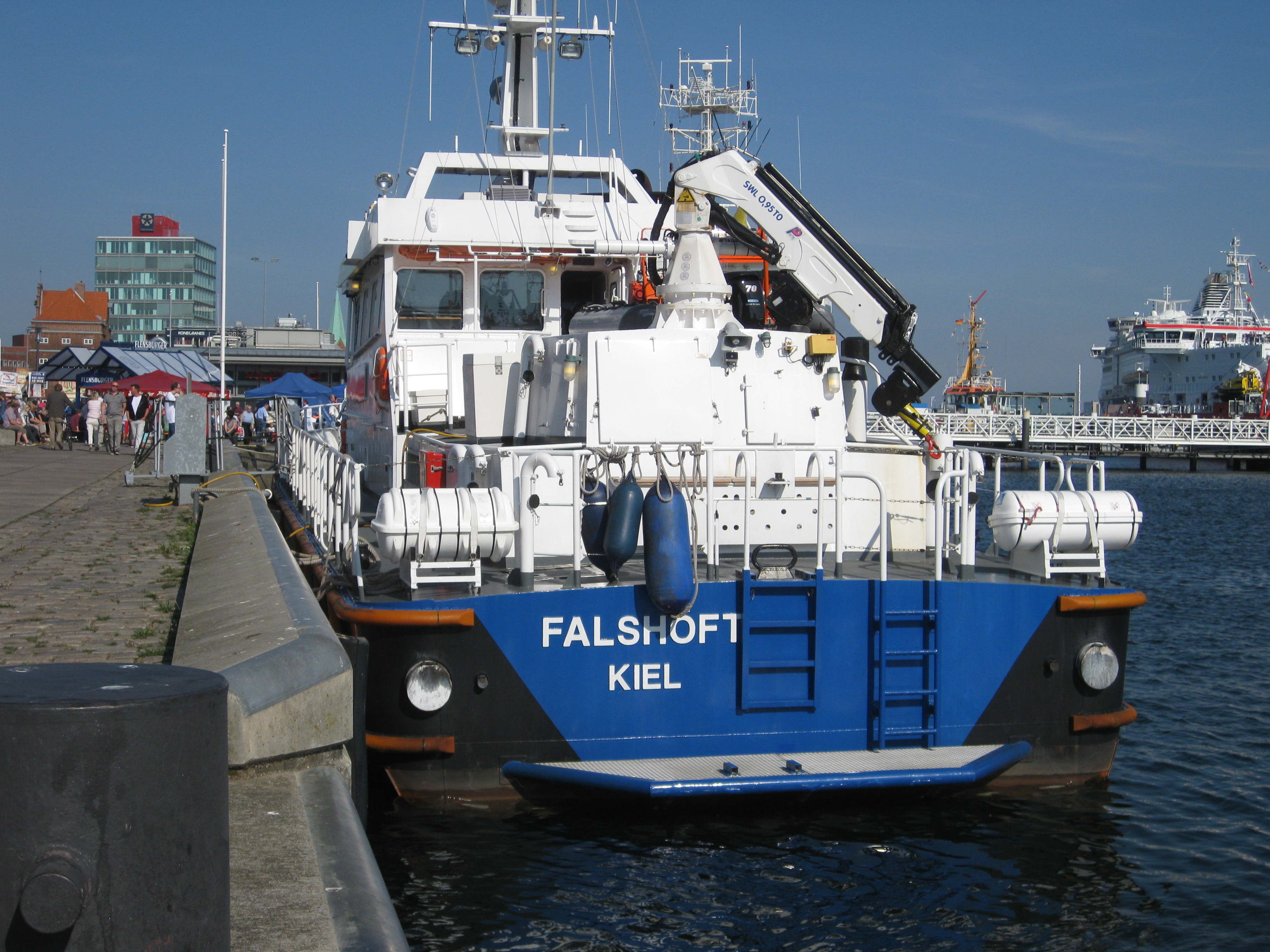
Blick auf das Heck der Falshöft mit dem bordeigenen Kran

Die Schiffe werden von zwei MTU-Dieselmotoren (Typ: 10V 2000 M72) mit je 900 kW Leistung angetrieben. Die Motoren wirken über Getriebe auf zwei Festpropeller. Die Schiffe erreichen eine Geschwindigkeit von 22 kn. 
Für die Stromversorgung wurden zwei Generatoren mit 110 bzw. 53 kW Leistung verbaut. Die Schiffe sind mit einem Bugstrahlruder ausgestattet.
Die Schiffe sind für den Betrieb mit vier Besatzungsmitgliedern ausgelegt. An Bord befinden sich drei Doppelkabinen, so dass insgesamt sechs Personen Platz finden.
Im Achterschiffsbereich wird ein Festrumpfschlauchboot als Bereitschaftsboot mitgeführt. Dieses kann über den bordeigenen Kran, der über eine Kapazität von 1000 kg verfügt, zu Wasser gelassen und wieder an Bord geholt werden.

## Die Schiffe der Serie
| Fassmer FPB 27 | Fassmer FPB 27 | Fassmer FPB 27 | Fassmer FPB 27    |
| Schiffsname    | Baunummer      | IMO-Nr.        | Stationierungsort |
| -------------- | -------------- | -------------- | ----------------- |
| Falshöft       | 3010           | 9452074        | Kiel              |
| Staberhuk      | 3011           | 9452086        | Kappeln           |
| Fehmarn        | 3012           | 9452098        | Heiligenhafen     |